# Rövşən Fətullayev
Rövşən Fətullayev (auch Rovshan Fatullayev; * 26. März 1987) ist ein aserbaidschanischer Gewichtheber.
Er erreichte bei den Europameisterschaften 2008 den neunten Platz in der Klasse bis 94 kg. 2009 wurde er bei den Europameisterschaften Vierter. Bei den Weltmeisterschaften im selben Jahr wurde er Sechster. Bei den Europameisterschaften 2010 war er Zweiter. Allerdings wurde er bei der Dopingkontrolle positiv auf Metandienon getestet und für zwei Jahre gesperrt. Nach seiner Sperre wurde er 2013 Aserbaidschanischer Meister und war für die Universiade nominiert, wo er aber nicht antrat.